# Rottboelliinae
Rottboelliinae es una subtribu de Andropogoneae, subfamilia Panicoideae dentro de la familia de las poáceas. Tiene los siguientes géneros:

## Géneros
Chasmopodium, Coelorachis, Elionurus, Eremochloa, Glyphochloa, Hackelochloa, Hemarthria, Heteropholis, Jardinea, Lasiurus, Lepargochloa, Loxodera, Manisuris, Mnesithea, Ophiuros, Oxyrhachis, Phacelurus, Pseudovossia, Ratzeburgia, Rhytachne, Robynsiochloa, Rottboellia, Thaumastochloa, Thyrsia, Urelytrum, Vossia